# Séverine Gauthier
Séverine Gauthier, née le 3 juin 1977 à Reims, est une scénariste de bande dessinée française  spécialisée dans la bande dessinée jeunesse. Elle est également auteur de Littérature d'enfance et de jeunesse .

## Publications
Gauthier est la scénariste de ces albums, et ses collaborateurs les dessinateurs.
- Noodles, avec Thomas Labourot, Soleil, coll. « NG », 2 vol., 2006-2007.
- Team Galaxy, avec Thomas Labourot, Soleil, 2 vol., 2007-2008.
- Aristide broie du noir, avec Jérémie Almanza, Delcourt, coll. « Delcourt Jeunesse », 2008  (ISBN 978-2-7560-1153-0).
- Mon arbre, avec Thomas Labourot, Delcourt, coll. « Delcourt Jeunesse », 2008  (ISBN 978-2-7560-1154-7).
- Washita, avec Thomas Labourot, Dargaud, 5 vol., 2009-2011.
- Garance, avec Thomas Labourot, Delcourt, coll. « Delcourt Jeunesse », 2010  (ISBN 978-2-7560-2097-6).
- Couette, avec MiniKim, Dargaud :

1. Tombée du ciel, 2012  (ISBN 978-2-505-01389-1)[1].
2. Bisou, 2013  (ISBN 978-2-505-01785-1).
3. Adopte-moi !, 2013  (ISBN 978-2-505-01953-4)[2]. Prix Dragon 2014.

- Cœur de Pierre, avec Jérémie Almanza, Delcourt, coll. « Delcourt Jeunesse », 2013  (ISBN 978-2-7560-2426-4). Prix Bull'gomme 53 2015.
- Virginia, avec Benoît Blary, Casterman :

1. Morphée, 2013  (ISBN 978-2-203-04780-8).
2. Delirium tremens, 2014  (ISBN 978-2-203-06369-3).
3. Providence, 2015  (ISBN 978-2-203-07397-5).

- Aliénor Mandragore, avec Thomas Labourot, Rue de Sèvres :

1. Merlin est mort, vive Merlin !, 2015  (ISBN 978-2-369-81197-8).
2. Trompe-la-mort, 2016  (ISBN 978-2-369-81275-3).
3. Les Portes d'Avalon, 2017  (ISBN 978-2-369-81448-1).
4. Le Chant des korrigans, 2018  (ISBN 978-2-369-81692-8).
5. Le Val sans retour, 2019  (ISBN 978-2-369-81027-8).

- Haïda, avec Yann Dégruel, Delcourt, coll. « Delcourt Jeunesse » :

1. L'Immortelle Baleine, 2015  (ISBN 978-2-7560-5391-2).
2. Frères ours, 2016  (ISBN 978-2-7560-8017-8).

- L'Homme montagne, avec Amélie Fléchais, Delcourt, coll. « Delcourt Jeunesse », 2015  (ISBN 978-2-7560-5439-1).
- L'Épouvantable Peur d'Épiphanie Frayeurs, avec Clément Lefèvre, Soleil, coll. « Métamorphoses » :

1. L'Épouvantable Peur d'Épiphanie Frayeurs, 2016  (ISBN 978-2-302-05385-4).
2. Le Temps perdu, 2020  (ISBN 978-2-302-08973-0).

- Monstre, avec Stan, Glénat, coll. « P'tit Glénat », 4 vol., 2019-2020.
- Lancelot, avec Thomas Labourot, Rue de Sèvres :

1. La Pierre de mémoire, 2021  (ISBN 978-2-8102-1379-5).

- Cutshin Creek, avec Benoît Blary, Passés/Composés, coll. « Biopic », 2021  (ISBN 978-2-379-33579-2).

Gauthier est l'auteur de ses livres, et ses collaborateurs les dessinateurs.
- Aliénor, fille de Merlin, avec Thomas Labourot, L'École des loisirs

1. Aliénor, fille de Merlin - partie 1, 2021
2. Aliénor, fille de Merlin - partie 2, 2021
3. Aliénor, fille de Merlin - partie 3, 2022
4. Aliénor, fille de Merlin - partie 4 : le royaume des korrigans, 2023
5. Aliénor, fille de Merlin - partie 5 - Avalon, 2024

### Documentation
- Séverine Gauthier (int. par Elsa), « Salon du Livre 2015, l'interview de Séverine Gauthier », sur 9emeart.fr, 16 avril 2015.